# Аеродинамичко испитивање
Аеродинамичко испитивање је испитивање утицаја аеродинамичких сила и момената на физичка тијела која се налазе у ваздушном струјању. С њом се допуњује теоретско разматрање које често није су стању да предвиди све особине реалних тијела. Данас се а. врше углавном у аеродинамичким тунелима. Аеродинамичко испитивање авиона у лету почело је у Првом свјетском рату, а модела авиона у Другом свјетском рату. 
Аеродинамичка испитивања могу се вршити на два начина: или објект мирује а креће се ваздух (аеротунел), или обрнуто (лет модела или авиона).